# ラファエル・マトス
ラファエル・マトス（Raphael Matos, 1981年8月28日 - ）は、ブラジルのレーシングドライバーである。

## 人物
- 地元でカートから始まり、2001年にはジュニア・フォーミュラでタイトルを獲得した。
- 2002年にアメリカに渡り、2006年から2年間チャンプカー・アトランティックに参戦した。（2006年には4位、2007年にはチャンピオンとなった。）
- 2008年にはインディ・ライツでチャンピオンとなった。

## インディカー・シリーズ
2009年にインディ・ライツからステップアップし、インディカー・シリーズにルクソー・ドラゴン・レーシングから参戦した。
第2戦のロングビーチで予選3位に入り、決勝でも8位でフィニッシュした。
第4戦インディ500ではルーキー最高位の予選12番手を獲得すると、決勝ではポジションを上げトップ5圏内を走行する場面もあった。レース後半に他車のクラッシュによってイエローコーションが出た際には、イエローが解除される直前にピットに入り、ただ一人ゴールまで走れるだけの燃料を積んでいた。そのため、レース展開次第では優勝する可能性もあったが、レース再開後にヴィトール・メイラを交わそうとした際に接触し両者共にリタイアした。このクラッシュの怪我で相手のメイラは今シーズンのその後のレースを欠場することになった。
年間を通した成績では予選最高位3位、決勝最高位6位、トップ10フィニッシュ8回を記録して312ポイントを獲得、ランキング13位に入り、元F1ドライバーのロバート・ドーンボスらを抑えてルーキー・オブ・ザ・イヤーを獲得した。
2010年はド・フェラン・ルクソー・ドラゴン・レーシングから参戦。
開幕戦のサンパウロでは、これまでの自己最高を更新する4位でフィニッシュした。第9戦のワトキンスグレンでも4位フィニッシュを果たした。この年は2回の4位フィニッシュを含む4回のトップ10フィニッシュを記録し、シリーズランキングは14位だった。
2011年はAFSレーシングより開幕戦から第5戦インディ500まで参戦したが、インディ500では予選落ちに終わった。